# Stulpicani
Stulpicani là một xã thuộc hạt Suceava, România. Dân số thời điểm năm 2002 là 6271 người.